# Райнброль
Райнброль (нім. Rheinbrohl) — громада в Німеччині, розташована в землі Рейнланд-Пфальц. Входить до складу району Нойвід. Складова частина об'єднання громад Бад-Геннінген.
Площа — 17,20 км2. Населення становить 4097 ос. (станом на 31 грудня 2020).

## Галерея

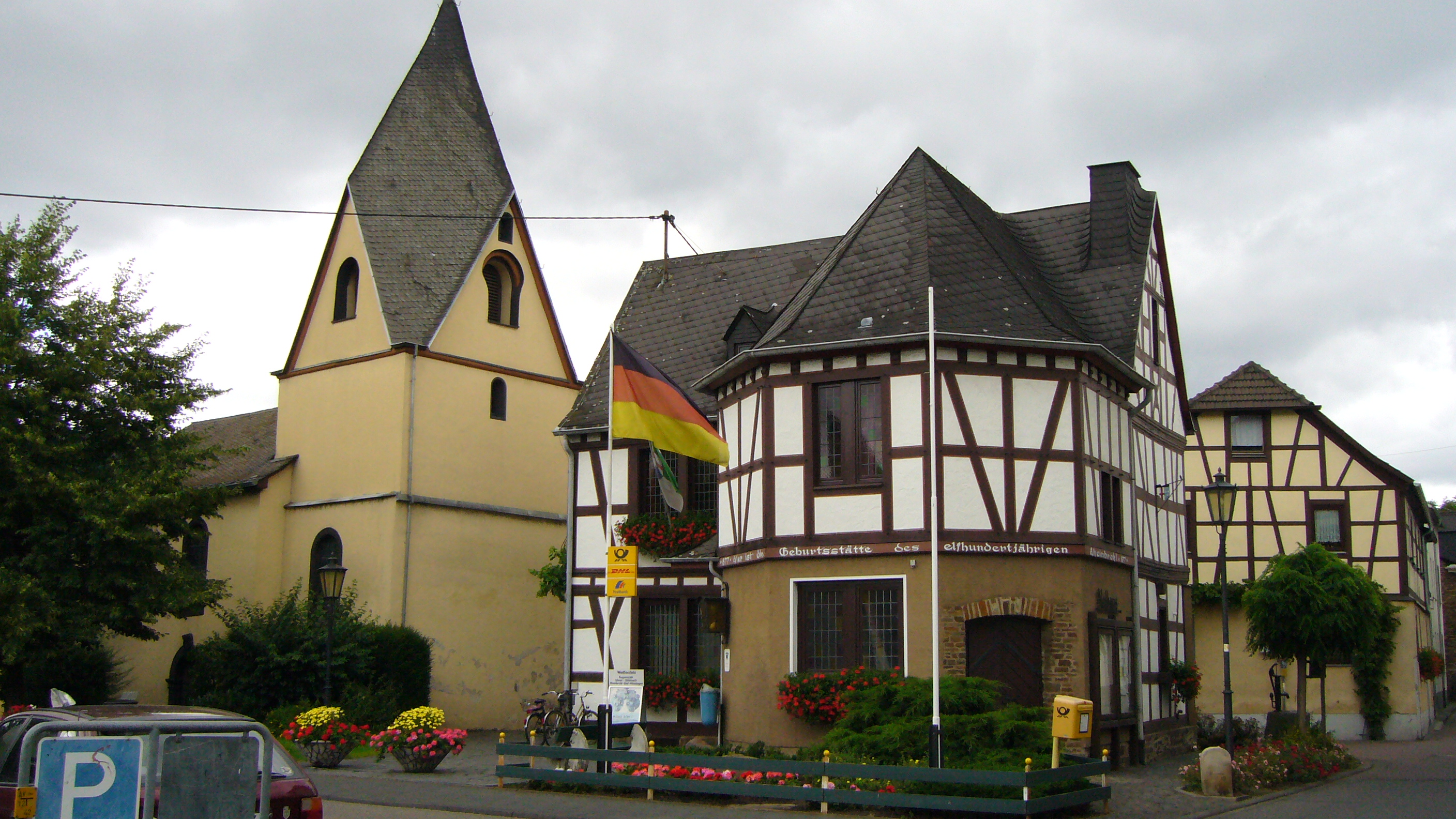
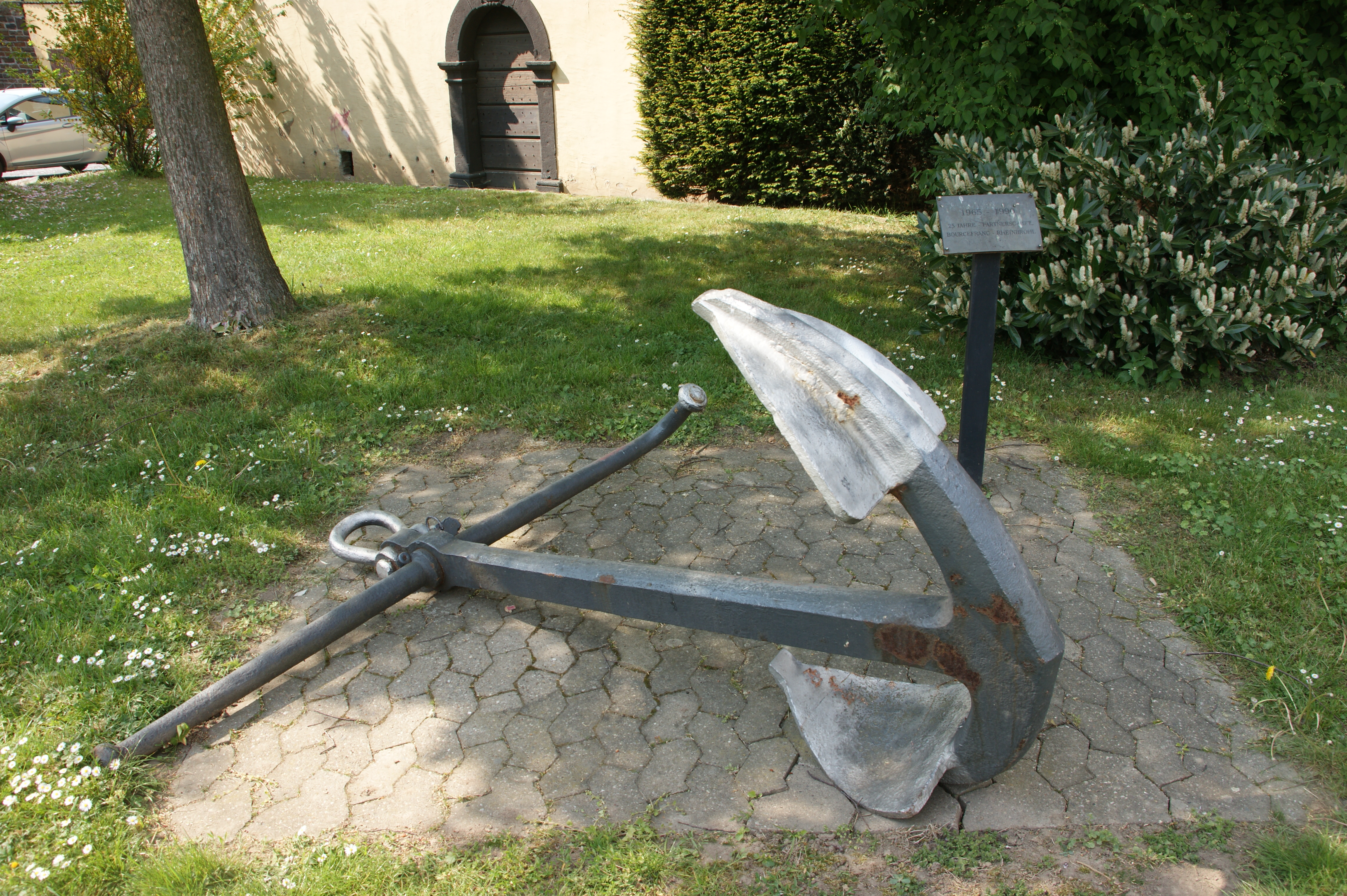
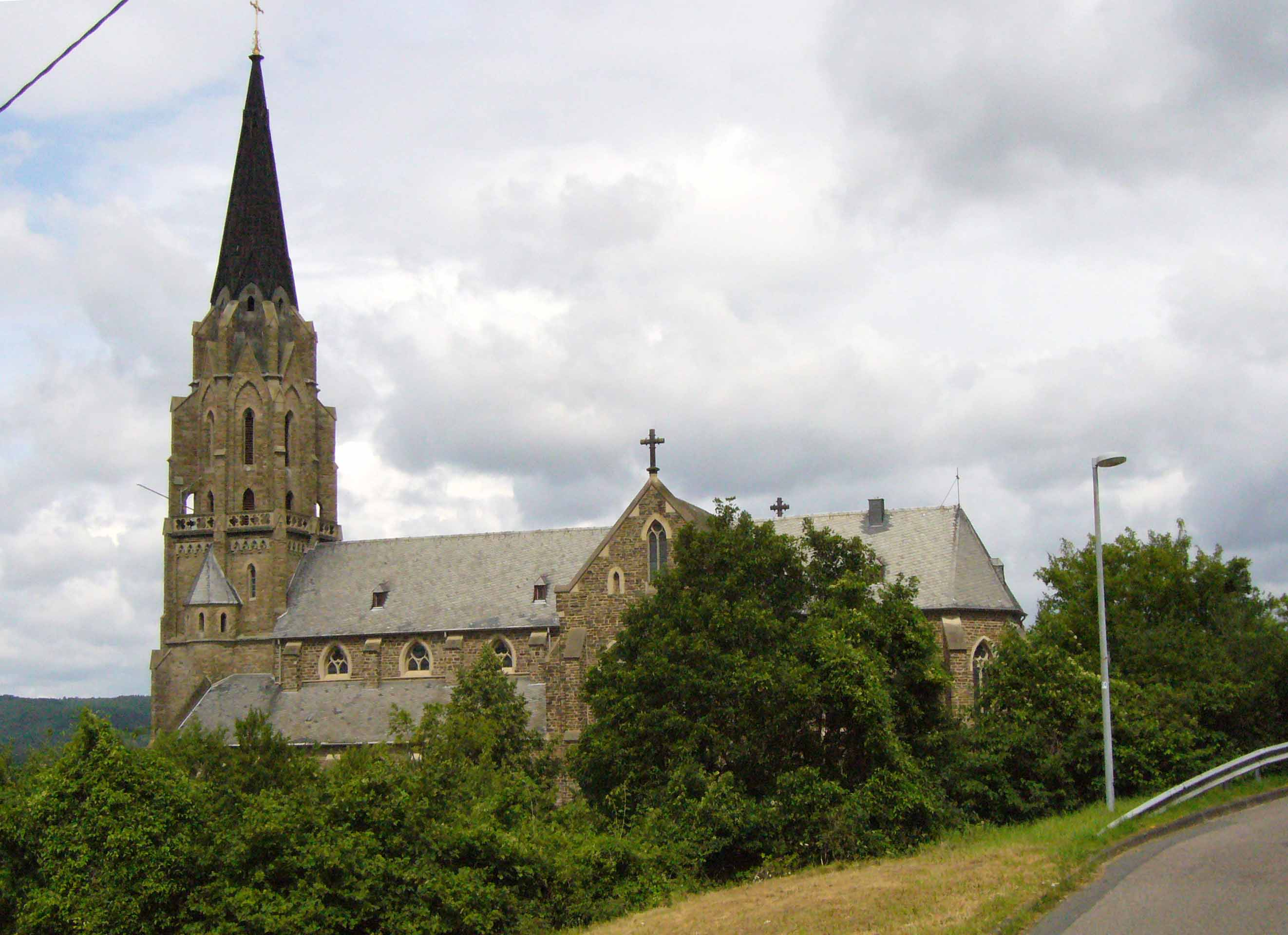
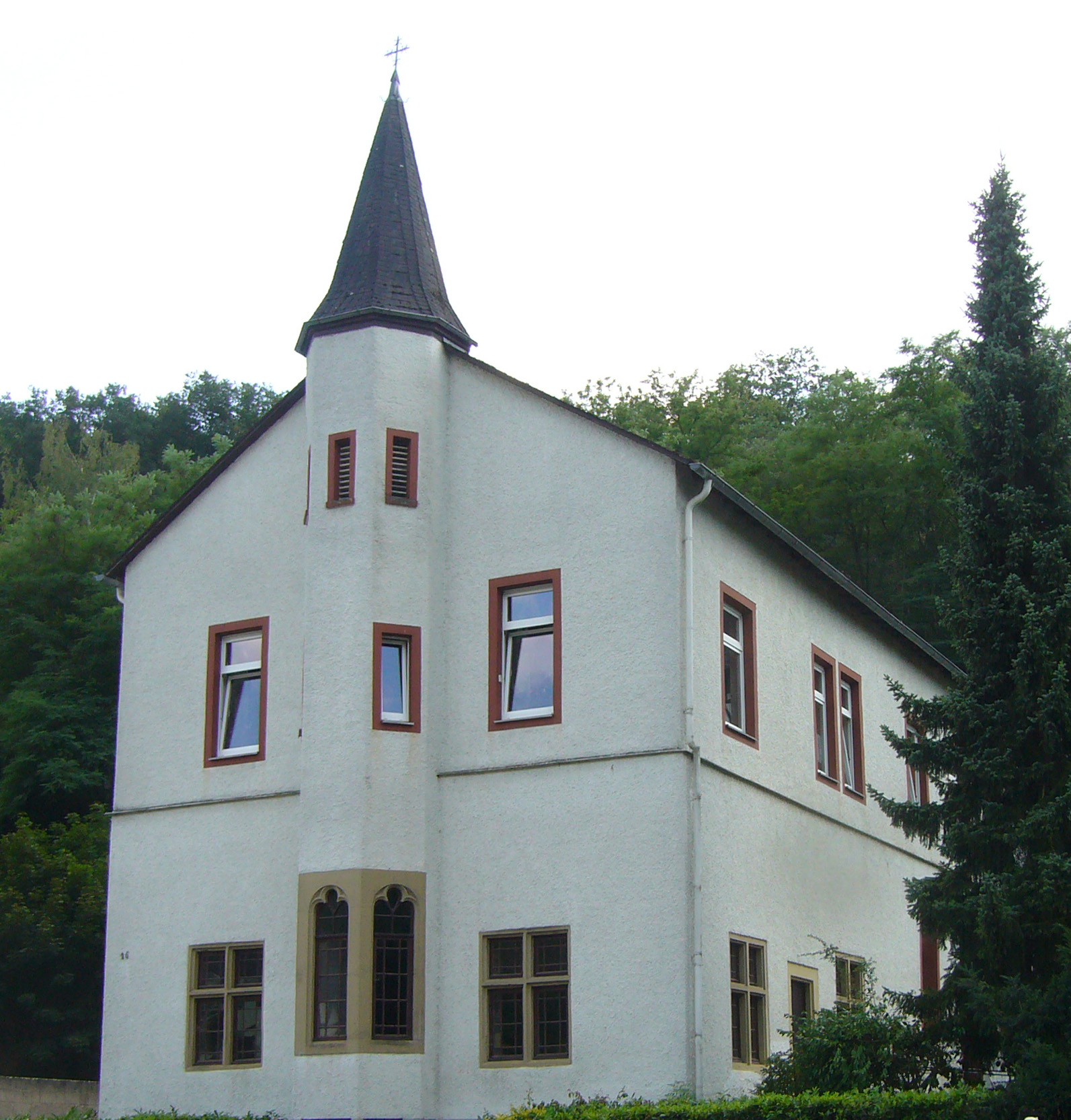
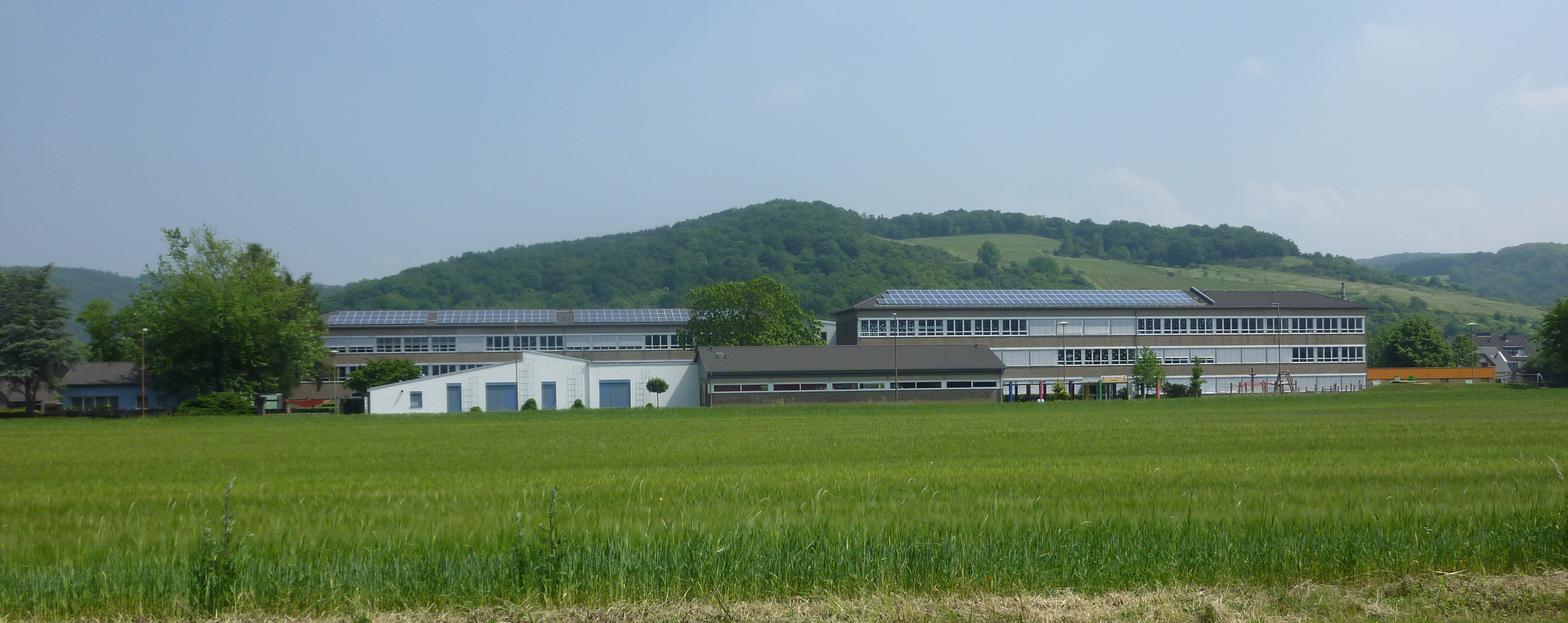
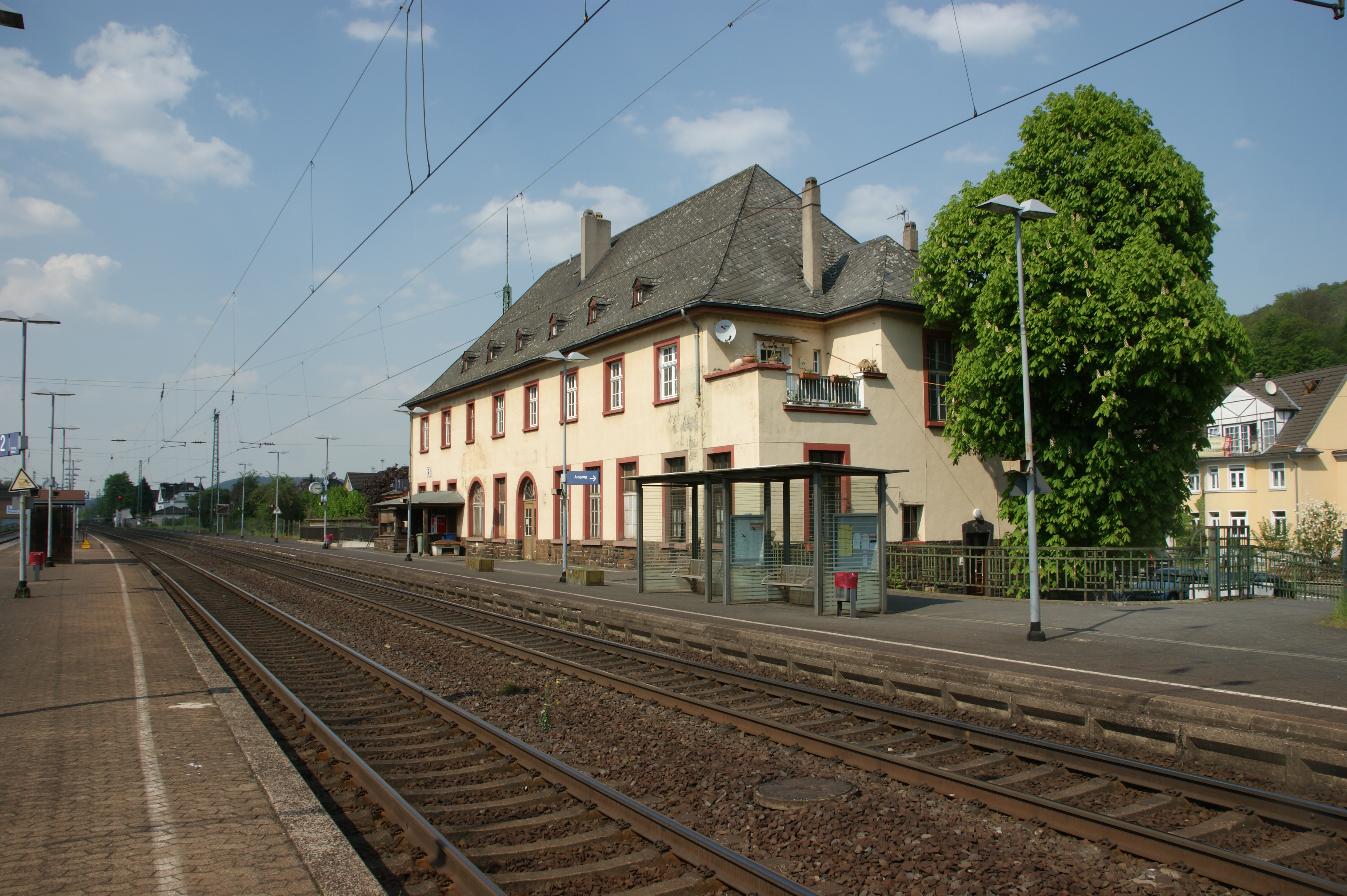